# Ray Nance
Ray Willis Nance (Chicago, 10 dicembre 1912 – New York, 28 gennaio 1976) è stato un trombettista, violinista e cantante jazz statunitense, noto soprattutto per la sua militanza nell'orchestra di Duke Ellington negli anni dal 1940 al 1960.
Nance era un musicista eclettico, che aveva studiato pianoforte e violino, aveva imparato la tromba e il canto da autodidatta, ed era perfino un ottimo ballerino: la molteplicità dei suoi talenti gli aveva procurato il soprannome di "Floorshow" ("Lo spettacolo")
Tra il 1932 e il 1937 Nance diresse un proprio gruppo a Chicago, poi fu ingaggiato da Earl Hines (1937-1938) e da Horace Henderson (1939-1940). La sua grande occasione venne nel 1940, quando fu chiamato da Duke Ellington per rimpiazzare la prima tromba dell'orchestra, Cootie Williams, che aveva lasciato Ellington per l'orchestra di Benny Goodman. Nance debuttò la sera del "leggendario Fargo concert", una delle più famose registrazioni di Ellington. In seguito, Nance registrò l'assolo di tromba di  "Take the "A" Train", la nuova sigla dell'orchestra, che divenne un successo commerciale e uno standard. L'assolo stesso divenne famosissimo al punto che Cootie Williams, tornato all'orchestra vent'anni più tardi, lo avrebbe ripreso quasi nota per nota.
In orchestra Nance usava spesso il violino (fu l'unico violino solista a comparire con Ellington), ed è in evidenza nella suite  "Black, Brown and Beige" e in numerose canzoni. Fu anche utilizzato come cantante ad esempio in "Jump for Joy," "Just A-Sittin' and A-Rockin'","Just Squeeze Me (But Please Don't Tease Me)", "A Slip of a Lip Will Sink a Ship" and "Tulip or Turnip". La sua versione di "It Don't Mean a Thing (If It Ain't Got That Swing)" è forse più famosa di quella originale cantata da Ivie Anderson: fu Nance a introdurre il riff vocale "Doo wha, doo wha, doo wha, doo wha, yeah!" che inizialmente era eseguito dai fiati.
Nance rimase con Ellington fino al 1963: Cootie Williams era tornato in orchestra un anno prima e aveva un po' offuscato la sua posizione, anche se Nance aveva cercato di ritagliarsi uno spazio passando dalla tromba alla cornetta.
Nance passò gli ultimi anni in una relativa oscurità, comparendo con piccoli gruppi o come sideman di lusso in alcune registrazioni con Jaki Byard e Chico Hamilton.